# Disco Alliance
Disco Alliance — дебютный студийный альбом советской инструментальной рок-группы «Зодиак», вышедший в 1980 году.

## Об альбоме
Disco Alliance выдержан в стилях синтипоп, спейс-рок, спейс-диско. На оборотной стороне диска написана вступительная статья редактора Латвийского ТВ А. Эрманбрикса на русском, английском и латышском языках. Лидер группы Янис Лусенс называет этот альбом «экспериментом». Альбом снискал большую популярность в СССР. По данным фирмы Мелодия, до 26 августа 1983 года было продано 5 848 980 экземпляров пластинки. По утверждению самого Лусенса, в СССР и за его пределами было продано около 20 миллионов экземпляров; радиостанция «Серебряный дождь», включившая в 2014 году альбом в перечень «50 культовых пластинок фирмы „Мелодия“», приводит это же число.
В 2000 году вышел альбом Disco Alliance (Dance mix) — ремикс альбома 1980 года. В том же году оригинал был переиздан на лейбле Mikrofona ieraksti. Причём на диск поместились два альбома — Disco Alliance и «Музыка во Вселенной», тогда как обложка была только альбома Disco Alliance.
Айнарс Ашманис фигурирует в списке музыкантов как бас-гитарист, однако на протяжении практически всего альбома, за исключением треков «Mirage» и «Polo», звучит «синтетический» бас.

## Дополнительные факты
- Композиции «Zodiac» и «Rock On The Ice» использовались в фильмах «Самая обаятельная и привлекательная», «Карнавал», «Пасека», «Линия жизни» и «Всё наоборот».
- Композиция «Pacific» была использована: в фильме «Чучело»; в киножурнале «Ералаш» № 43 (сюжет под названием «Прививка»); в заставке советской телевизионной программы «Камера смотрит в мир».
- Российская электронная группа ППК в 2002 году записала ремикс на композицию «Зодиак» под названием «Reload» («Перезагрузка»), получив 39-ю позицию в британском UK Singles Chart. В 2020 году группа выпустила новую версию ремикса, названную «Zodiac 2020 Reload»[5].
- Композиции Pacific, Polo и Rock on the ice в начале 80-х использовались также в качестве музыкального сопровождения в передаче  "Спортлото".

## Список композиций
Все треки написаны Янисом Лусенсом.
Сторона А
1. Зодиак (5:21)
2. Пасифик (3:52)
3. Провинциальное диско (4:20)

Сторона Б
1. Поло (3:24)
2. Мираж (4:00)
3. Рок на льду (2:45)
4. Альянс (4:00)

## Над альбомом работали
- Янис Лусенс — синтезаторы, фортепиано, челеста (1, 4)
- Зане Грива — фортепиано, вокал (7)
- Андрис Силис — гитара
- Айнарс Ашманис — бас-гитара
- Андрис Рейнис — ударные

- Звукорежиссёр и художественный руководитель: Александр Грива
- Обложка альбома: Франческа Кирке[3]
- Записано на Рижской студии грамзаписи